# Poesjkinpiek
De Poesjkinpiek (Russisch: Пик Пушкина, Pik Poesjkina), vernoemd naar de beroemde Russische dichter Aleksandr Poesjkin, is een 5100 meter hoge berg in de Russische deelrepubliek Kabardië-Balkarië. De piek ligt in de Grote Kaukasus in het massief van de 5205 meter hoge Dychtaoe, waarin de Poesjkinpiek weinig prominent is.
De Poesjkinpiek wordt in bronnen regelmatig verward met de 5033 meter hoge oostelijke piek van de Dzjanga, die op de grens met Georgië ligt in de hoofdkam van de Grote Kaukasus en onderdeel is van de zogenaamde Bezengimuur.